# Étienne Sauret (réalisateur)
Pour les articles homonymes, voir Étienne Sauret et Sauret.
Étienne Sauret est un réalisateur, producteur et directeur de la photographie français.

## Filmographie
Réalisateur
- 1994 : The Lazy Man's Zen (TV)
- 1995 : Too Pure
- 2002 : WTC the First 24 Hours
- 2002 : Loss
- 2003 : Billy Green 9-11
- 2003 : Collateral Damages

Producteur
- 1994 : The Lazy Man's Zen (TV)
- 2002 : WTC the First 24 Hours
- 2002 : Loss
- 2003 : Billy Green 9-11
- 2003 : Up from Zero (TV)

Directeur de la photographie
- 2003 : Billy Green 9-11
- 2003 : Collateral Damages
- 2005 : Why We Fight
- 2006 : Golden Venture